# Monoxenus kaboboanus
Monoxenus kaboboanus är en skalbaggsart som beskrevs av Stefan von Breuning 1961. Monoxenus kaboboanus ingår i släktet Monoxenus och familjen långhorningar. Inga underarter finns listade i Catalogue of Life.